# Invitation (雑誌)
『Invitation』（インビテーション）は、かつて、ぴあ株式会社から発行されていたエンターテインメント雑誌。2002年12月号として創刊。発行人は坂本健、編集人は菅付雅信。
創刊号では日本映画にスポットを当て、表紙には日本を代表する俳優をずらりと並べた。三池崇史、塚本晋也、市川実日子、ともさかりえ、西島秀俊、広末涼子、松田龍平、黒沢清、小雪、オダギリジョー、宮崎あおい、藤竜也、浅野忠信と錚々たる顔ぶれ。